# تشاكرافارتي ديبان
تشاكرافارتي ديبان Chakkravarthy Deepan (ولد في 3 يونيو 1987) لاعب شطرنج هندي يحمل لقب أستاذ كبير.

## إنجازات
- فاز بالمراكز من الثاني إلى الرابع بالتعادل، مع برافين تيبسي وسيدالي لولداتشيف، في دورة بيلو مودي المفتوحة للشطرنج في عام 2004 في لوكنوف.
- فاز بالمراكز من الخامس إلى العاشر بالتعادل في كأس عمدة مومباي عام 2009، مع اللاعبين أندري ديفياتكين، غيورغي تيموشينكو، سوندار شيام، سيدالي لولداتشيف، شوكرات سافين.
- فاز بالمركز الرابع في بطولة الهند للشطرنج عام 2009.

## تصنيف
- بلغ في تصنيف إيلو 2475 نقطة عام 2018.

## روابط خارجية
- تشاكرافارتي ديبان على موقع الاتحاد الدولي للشطرنج (الإنجليزية)
- تشاكرافارتي ديبان على موقع مباريات الشطرنج (الإنجليزية)
- تشاكرافارتي ديبان على موقع 365Chess.com (الإنجليزية)
- تشاكرافارتي ديبان على موقع Chesstempo.com (الإنجليزية)
- تشاكرافارتي ديبان على موقع الاتحاد الأمريكي للشطرنج (الإنجليزية)